# Зеруп
Зеруп (нім. Sörup) — громада в Німеччині, розташована в землі Шлезвіг-Гольштейн. Входить до складу району Шлезвіг-Фленсбург. Складова частина об'єднання громад Міттелангельн.
Площа — 44,31 км2. Населення становить 4306 ос. (станом на 31 грудня 2020).

## Галерея

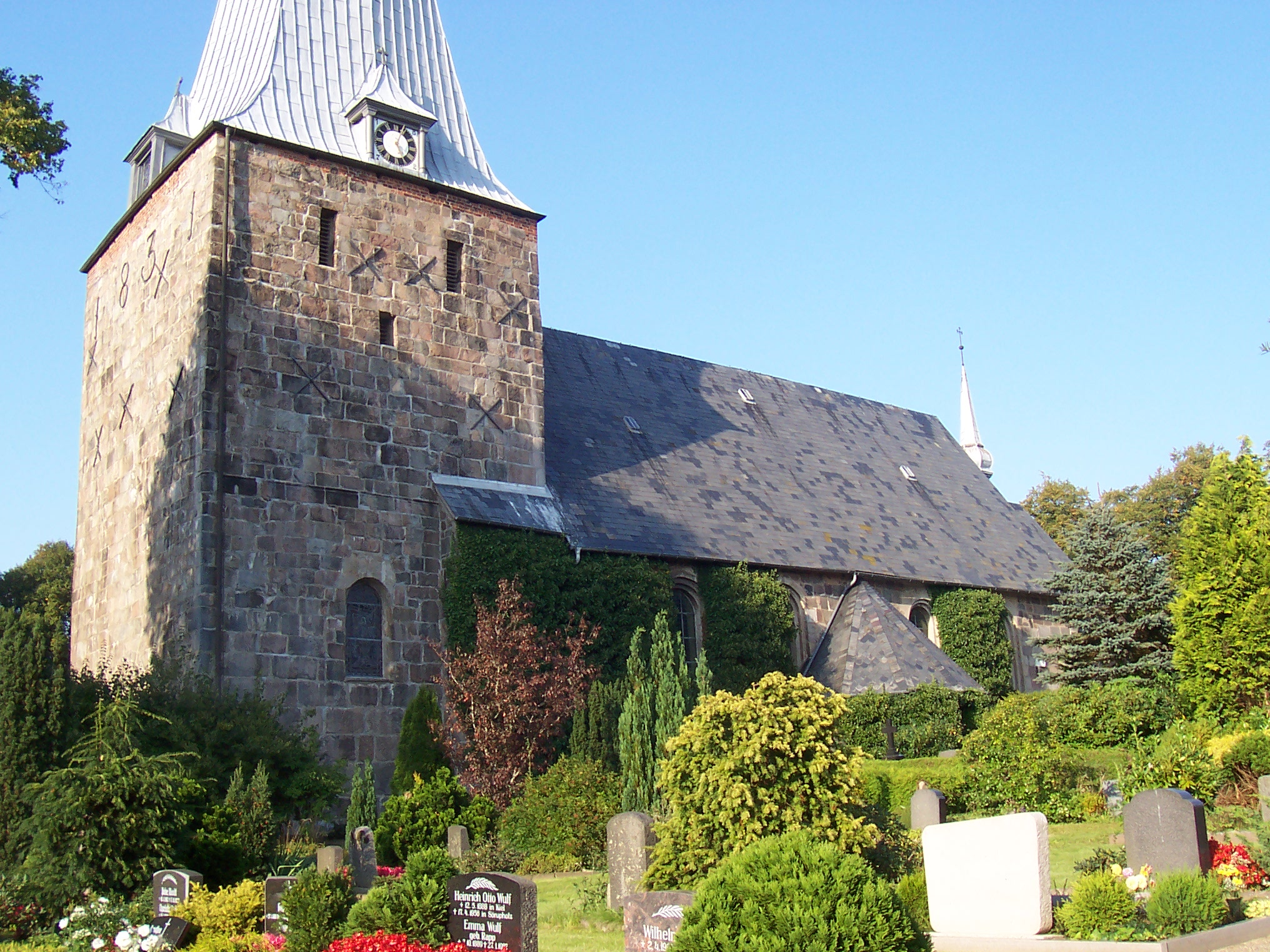